# Îlets Dupont
Îlets Dupont är öar i Franska Guyana (Frankrike). De ligger i den nordöstra delen av landet, 5 km nordost om huvudstaden Cayenne.